# Epinephelus morio
Epinephelus morio là một loài cá thuộc họ Serranidae. Nó được tìm thấy ở Anguilla, Antigua and Barbuda, Aruba, Bahamas, Barbados, Belize, Bermuda, Brasil, Cayman Islands, Colombia, Costa Rica, Cuba, Dominica, Cộng hòa Dominica, French Guiana, Grenada, Guadeloupe, Guatemala, Guyana, Haiti, Honduras, Jamaica, Martinique, México, Montserrat, Netherlands Antilles, Nicaragua, Panama, Puerto Rico, Saint Kitts và Nevis, Saint Lucia, Saint Vincent và the Grenadines, Suriname, Trinidad và Tobago, Turks và Caicos Islands, Hoa Kỳ, Venezuela, quần đảo Virgin thuộc Anh, và U.S. Virgin Islands. Các môi trường sống tự nhiên của chúng là biển mở, biển nông, lòng nước bán thủy triều, các rạn san hô, bờ biển đã, bờ biển cát, vùng nước cửa sông, bãi giữa triều, đầm lầy thủy triều luân phiên, đầm phá mặn ven biển, đầm phá nước ngọt bờ biển và karst. Nó là loài săn mồi cơ hội và là loài săn mồi hàng đầu ở cộng đồng rạn san hô.